# Anterhynchium hamatum
Anterhynchium hamatum är en stekelart som beskrevs av Vecht 1963. Anterhynchium hamatum ingår i släktet Anterhynchium och familjen Eumenidae. Utöver nominatformen finns också underarten A. h. aruense.